# Belgien i Eurovision Song Contest 2013
Belgien deltog i Eurovision Song Contest 2013 i Malmö i Sverige. De representerades av Roberto Bellarosa med låten "Love Kills". Den gick till final och slutade på tolfte plats.

## Uttagning

### Internt val
Den 17 september 2012 bekräftade RTBF att man ska delta i tävlingen år 2013. Den 16 november meddelade RTBF att man internt hade valt Roberto Bellarosa till att representera Belgien i ESC 2013. Den låt som Bellarosa ska framföra i Malmö valdes i en nationell final.

### Sångfinal
Den 19 november meddelade RTBF att finalen skulle hållas den 16 december och nästa dag avslöjades ytterligare information kring finalen under en presskonferens. Sony Music Belgium presenterade sex låtar för RTBF. TV-bolagets jury visste inte vilka som hade skrivit låtarna då de valde de tre som skulle vara med i uttagningen. Den 4 december meddelade RTBF att juryn hade gjort sina val. Den 11 december avslöjade Sony låttitlarna. De låtar som skulle kunna komma att bli Belgiens bidrag var "Be Heroes", "Reste toi" och "Love Kills". Två av låtarna är på engelska och en på franska. Den franska låten "Reste toi" är en låt från Bellarosas debutalbum Ma voie.
Finalen hölls i ett radioprogram som sändes på Radio Vivacité mellan 10:30 och 13:00 CET. Bellarosa framförde de tre låtarna under programmet som även kunde ses live på TV-bolagets hemsida. Rösta gick dock endast inom Belgiens gränser. Bland gästerna i programmet fanns andra artister från The Voice Belgique där Bellarosa slog igenom. De gjorde framträdanden av flera ESC låtar från förr. En blandning av jury och telefonröster användes för att utse det vinnande bidraget, vilket blev låten "Love Kills" som är skriven av Jukka Immonen, Andreas Anastasiou och Iain James.

### Resultat
| Sång         | Låtskrivare                                   | Plats |
| ------------ | --------------------------------------------- | ----- |
| "Be Heroes"  |                                               | 2/3   |
| "Reste toi"  | Jérémy Chapron                                | 2/3   |
| "Love Kills" | Jukka Immonen, Andreas Anastasiou, Iain James | 1     |

## Vid Eurovision
Belgien lottades att framföra sitt bidrag i den andra halvan av den första semifinalen den 14 maj 2013 i Malmö Arena. Den placerade sig på femte plats i semifinalen och blev sedan tolv i finalen.